# Mike Andros
Mike Andros (The Andros Targets) è una serie televisiva statunitense in 13 episodi trasmessi per la prima volta nel corso di una sola stagione nel 1977. È una serie drammatica incentrata sulle vicende del giornalista investigativo Mike Andros.

## Trama
Mike Andros è un giornalista investigativo di New York che lavora per il quotidiano Forum affrontando casi delicati come corruzione, prostituzione, coperture più o meno illecite e casi di immoralità ai livelli più alti della società.

## Personaggi e interpreti
- Mike Andros (13 episodi, 1977), interpretato da James Sutorius.
- Mary Sue (3 episodi, 1977), interpretato da Carole H. Field.
- Dottor Mayhill (2 episodi, 1977), interpretato da Diane Kagan.
- Rev. Ellis (2 episodi, 1977), interpretato da Richard Kiley.
- Sharon Walker (2 episodi, 1977), interpretato da Patti LuPone.
- Kale (2 episodi, 1977), interpretato da Alan Mixon.
- Tierney (2 episodi, 1977), interpretato da James Noble.
- Generale Claiborne (2 episodi, 1977), interpretato da Addison Powell.
- Wayne Hillman, l'editore, interpretato da Ted Beniades.
- Chet Reynolds, il direttore, interpretato da Roy Poole.

## Produzione
La serie, ideata da Jerome Coopersmith, fu prodotta da Columbia Broadcasting System e girata a New York. Le musiche furono composte da Jerry Fielding.

### Registi
Tra i registi sono accreditati:
- Bob Sweeney in un episodio (1977)
- Marc Daniels
- Harry Falk
- Edward H. Feldman
- Irving J. Moore
- Seymour Robbie
- Don Weis

### Sceneggiatori
Tra gli sceneggiatori sono accreditati:
- Jerome Coopersmith in 13 episodi (1977)
- George Bellak in 2 episodi (1977)

## Distribuzione
La serie fu trasmessa negli Stati Uniti dal 31 gennaio 1977 al 9 luglio 1977  sulla rete televisiva CBS. In Italia è stata trasmessa con il titolo Mike Andros.
Alcune delle uscite internazionali sono state:
- negli Stati Uniti il 31 gennaio 1977 (The Andros Targets)
- in Germania Ovest (Mike Andros - Reporter der Großstadt)
- in Italia (Mike Andros)

## Episodi
| Stagione       | Episodi | Prima TV USA |
| -------------- | ------- | ------------ |
| Prima stagione | 13      | 1977         |